# Sigapatella
Sigapatella is een geslacht van weekdieren uit de klasse van de Gastropoda (slakken). 

## Soorten
- Sigapatella calyptraeformis (Lamarck, 1822)
- Sigapatella crater (Finlay, 1926) †
- Sigapatella gigantea (Beu, 1970) †
- Sigapatella hedleyi E. A. Smith, 1915
- Sigapatella lamellaria (Finlay & Marwick, 1937) †
- Sigapatella maccoyi (Suter, 1917) †
- Sigapatella mapalia Marwick, 1929 †
- Sigapatella novaezelandiae (Lesson, 1831)
- Sigapatella nukumaruana B. A. Marshall, 2003 †
- Sigapatella ohopeana B. A. Marshall, 2003 †
- Sigapatella otamatea Laws, 1944 †
- Sigapatella patulosa Powell & Bartrum, 1929 †
- Sigapatella perampla (Powell & Bartrum, 1929) †
- Sigapatella spadicea Boshier, 1961
- Sigapatella subvaricosa Powell & Bartrum, 1929 †
- Sigapatella superstes C. A. Fleming, 1958
- Sigapatella tenuis (Gray, 1867)
- Sigapatella terraenovae Peile, 1924
- Sigapatella vertex Marwick, 1926 †